# Siamacris viridis
Siamacris viridis är en insektsart som beskrevs av Willemse, C. 1955. Siamacris viridis ingår i släktet Siamacris och familjen gräshoppor. Inga underarter finns listade i Catalogue of Life.